# 알타입 III
《알타입 III: 더 서드 라이트닝》(R-Type III: The Third Lightning, アールタイプIII ザ・サード・ライトニング)은 탐텍스가 제작하고 아이렘이 발매한 1993년 진행형 슈팅 게임이다. 《알타입》 시리즈의 정식 세번째 작품으로, 아케이드로 발매했던 이전 게임들과는 달리 슈퍼 패미컴 전용으로 개발됐다.
첫 출시 이후 2004년에 데스티네이션 스튜디오스가 개발한 게임보이 어드밴스판이 발매됐고, 2006년에는 Wii 버추얼 콘솔로 재발매도 이뤄졌다. 최신예기 R-9⍉가 새 플레이어 기체가 되고, 포스 2종류도 신규 추가했다. 2단계 충전 게이지가 된 파동포는 2단계째를 '메가 파동포'와 '하이퍼 드라이브 모드' 중 선택 가능하다.